# 2025年中國大陸
| 中国历史 / 中国历史年表 |
| 世紀： 20世纪中国 / 21世纪中国 / 22世纪中国 |
| 年代： 1990年代中国大陆 / 2000年代中国大陆 / 2010年代中国大陆 / 2020年代中国大陆 / 2030年代中国大陆 / 2040年代中国大陆 / 2050年代中国大陆                     |
| 年份： 2021年中国大陆 / 2022年中国大陆 / 2023年中国大陆 / 2024年中国大陆 / 2025年中国大陆 / 2026年中国大陆 / 2027年中国大陆 / 2028年中国大陆 / 2029年中国大陆 |
| 纪年： 乙巳年（蛇年）、中华人民共和国成立76周年 |

## 黨和國家領導人

### 最高領導人
- 中共中央總書記：習近平

### 最高決策層
- 中共中央政治局常委：習近平、李強、趙樂際、王滬寧、蔡奇、丁薛祥、李希

### 國家元首
- 國家主席：習近平
  - 國家副主席：韓正

### 政府首腦
- 國務院總理：李強
  - 國務院副總理：丁薛祥、何立峰、張國清、劉國中

### 國家權力機關
- 全國人大常委會委員長：趙樂際

### 政治協商會議
- 全國政協主席：王滬寧

### 軍事指揮機關
- 中央軍委主席：習近平
  - 中央軍委副主席：張又俠 陸軍上將、何衛東 陸軍上將

### 最高監察機關
- 國家監委主任：劉金國 總監察官

### 國家司法機關
- 最高人民法院院長：張軍 首席大法官
- 最高人民檢察院檢察長：應勇 首席大檢察官

## 大事記
2025年中國大陸：1月 - 2月 - 3月 - 4月 - 5月 - 6月 - 7月 - 8月 - 9月 - 10月 - 11月 - 12月

### 1月
- 1月2日：陕西省渭南市蒲城县职业教育中心新校区一学生坠楼身亡，其家属在校外抗议，要求学校解释事件原因，继而引发大批群众聚集抗议。[1]
- 1月8日：被绑架到缅甸的中国演员王星获救，抵达泰国曼谷。[2]
- 1月11日：江西省南昌市西湖区警方及南浦街道联合通报李宜雪事件详细情况，宣称李宜雪患有严重精神障碍，在全面检查及医学观察后，在江西省荣军优抚医院接受治疗，但其本人及其父亲拒绝留院治疗，其父亲已将她接回家。[3]
- 1月12日：中国象棋协会宣布对牵涉象棋录音门的41名棋手进行处罚，其中郑惟桐、赵鑫鑫、汪洋三名顶级棋手被终身禁赛。[4]
- 1月15日：外交部网站更新人事档案，华春莹不再担任发言人和新闻司司长，司长职务由毛宁接任。[5]
- 1月20日：無錫工藝職業技術學院持刀傷人事件嫌犯徐加金和珠海市體育中心駕車撞人事件嫌犯樊维秋同天被执行死刑。[6]
- 1月23日：苏州市中级人民法院以故意杀人罪判处苏州日本人学校持刀袭击事件嫌犯周加胜死刑。[7]
- 1月24日：深圳市中級人民法院以故意杀人罪判处深圳日本人学校学生遇害事件被告钟长春死刑。[8]
- 1月26日：遼寧省瀋陽大東副食品商場發生爆炸，造成多人受傷。因中共中央總書記習近平三天前曾在商場考察，當局在事發後嚴密封鎖相關信息的行徑引發外界揣測[9]。
- 1月30日，英国《金融时报》援引美国情报部门消息人士，称中国军方在北京西山山麓修建庞大地下军事指挥中心，规模为美国五角大楼10倍，或供军方领导人在核战期间使用。[10]

### 2月
- 2月1日，因应食用油罐车混运事件制定的强制性国家标准《食用植物油散装运输卫生要求》正式实施。[11]
- 2月7日：
  - 巴拿馬正式通知中華人民共和國當局，巴方將於90日後退出中方倡議的「一帶一路」合作計劃。[12]
  - 2025年亚洲冬季运动会在中国黑龙江省哈尔滨市开幕[13]。
- 2月13日，动画电影《哪吒之魔童闹海》成為中国影史首部票房突破100亿元人民币的电影。[14]
- 2月17日，中共中央总书记习近平时隔六年再度北京出席民营企业座谈会，与会企业家包括马云、马化腾、雷军、任正非、曾毓群、王传福、王兴、齐向东等。[15]
- 2月28日，經最高人民法院核准，貴州省貴陽市中級人民法院對人口販賣罪犯余華英執行死刑。[16]

### 3月
- 3月1日起施行《互联网军事信息传播管理办法》，制止传播“军队非党化、非政治化”和“军队国家化”等政治主张。[17]
- 3月3日，特朗普政府对中华人民共和国进口商品再加征10%关税，中国宣布多项反制措施。[18][19]
- 3月8日，中国政府宣布自3月20日起加拿大原产菜籽油、油渣饼、豌豆加征100%关税，水产品、猪肉加征25%关税，以反制加拿大早前对中国电动车、钢铁和铝征收反补贴关税。[20]

### 4月
- 4月1日，中国人民解放军东部战区组织陆海空火等兵力位台湾岛周边开展联合演训[21]。
- 4月2日：
  - 美国总统特朗普宣布对美国100多个贸易伙伴加征对等关税，其中对中国制造商品额外加征34%关税。[22]
  - 特朗普签署行政命令，决定自5月2日起取消中国大陆与香港的小额包裹免税措施。[23]
- 4月7日，湖南省湘潭市中级人民法院判处湘潭大学投毒案主犯周立人死刑，剥夺政治权利终身。[24]
- 4月9日，國務院關稅稅則委員會為反制美國第二輪關稅措施，宣佈從4月10日起，對美國加徵50%關稅，進口貨品徵收的關稅由34%提高至84%[25]。
- 4月11日，中方将对美关税提高到125%。

### 5月
- 5月7日，由成都飞机工业集团研制生产的歼-10战机在印巴空战中获得捷报，被认为是中国战斗机在实战中的首次空对空击杀战果。[26]
- 5月12日，中美两国经贸代表在瑞士经过两天谈判后发表“中美日内瓦经贸会谈联合声明”，中国对美国的关税从125%降低至10%[27]。
- 5月18日，湖北省武汉市硚口区崇仁街道爱国社区一烧烤店发生枪击事件，嫌犯在现场连开四枪后逃离现场，造成1人死亡、2人受伤[28]。

### 6月
- 6月3日，河北省石家庄市一处施工现场发生坍塌事故，致三人死亡[29]。
- 6月4日，武汉大学四食堂发生持刀砍人事件，导致至少3人受伤[30]。

### 7月
- 7月19日，
  - 浙江省杭州市余杭区发布臭水事件调查报告，称初步查明异味来源是「特定自然气候条件下藻类厌氧降解产生的硫醚类物质」，具体原因有待溯源[31]。
  - 全球最大水电项目雅鲁藏布江下游水电工程在西藏自治区林芝市动工[32]。
- 7月20日，
  - 甘肃省委省政府调查组公布天水市麦积区褐石培心幼儿园幼儿铅中毒事件调查报告，对甘肃省疾控中心、甘肃省疾控中心在内的17人被立案审查调查，对省卫生健康委党组书记、主任，省卫生健康委党组成员、副主任、省疾控局局长，天水市委书记等10人立案问责[33]。
- 7月27日，少林寺管理处官方通报住持释永信涉嫌挪用侵占项目资金寺院资产等刑事犯罪，长期与多名女性保持不正当关系并育有私生子，目前正在接受多部门联合调查。有关情况将及时向社会公布。[34]

### 8月
- 8月4日，四川省绵阳市江油市公安局公布未成年少女遭霸凌事件的情况通报，当地民众不满当局处置结果，在市政府门前抗议，与警方爆发严重冲突。[35]
- 8月11日，中国人民解放军海军164号“桂林”舰与中国海警3104号“南域”舰在南海追逐菲律宾舰艇期间发生相撞事故。[36]

## 災難與事故

### 災害
- 1月7日：西藏自治区日喀则市定日县发生里氏6.8级地震，造成至少126人死亡、350人受傷。[37]
- 2月8日：四川省宜賓市筠連縣沐愛鎮發生山體滑坡，30餘人失聯。[38]
- 7月23日-29日，京津冀強降雨，造成至少64人死亡，39人失联。

### 事故
- 2月8日：广东省深圳市南山区一辆公交车在入站时与站台相撞，造成两人死亡。[39]
- 2月27日：安徽省淮南市寿县炎刘镇金色童年幼儿园的校车在行驶途中起火，造成3名女童遇难。[40]
- 3月15日，南部战区海军一架歼-15战斗机在进行训练时失事，于海南省临高县加来镇一处空地坠毁，飞行员成功跳伞，未造成地面附带损伤，事故原因有待进一步调查核实[41]。
- 4月8日，河北省承德市隆化县国恩老年公寓发生火灾，造成20人死亡，19名未受伤人员被紧急转移至附近医院留观治疗。[42]
- 4月21日，湖南省岳阳市平江县一艘村民自用小船意外翻船，造成6人死亡。[43]
- 4月22日，浙江省金华市一所小学附近发生汽车撞人事件，多人受伤。[44]
- 4月28日，天津市天津醫院發生無差別持刀襲擊事件，造成2人死亡、1人重傷，另有3人受傷[45]。
- 4月29日，辽宁省辽阳市一家饭店发生火灾，造成22人死亡、3人受伤。[46]
- 4月30日，山西省太原市小店区丰景佳园小区发生爆炸，已造成17人受伤，其中4人重伤。[47]
- 5月5日，貴州省畢節市黔西市新仁鄉化屋村烏江源百里畫廊風景區发生游船倾覆事故，造成10人死亡、70人受伤。[48]
- 5月19日，安徽省滁州市鳳陽縣明中都鼓樓重檐歇山頂屋面發生大規模瓦片脫落事件[49]。
- 5月20日，四川省宜宾市屏山县一纺织厂发生人为纵火案，犯罪嫌疑人文某（男，27岁）据称因个人心理问题，以工资纠纷为由在四川锦裕纺织有限公司车间纵火并刺伤一名财务人员。[50]
- 5月27日，山东省潍坊市高密市的山东友道化学有限公司工厂发生爆炸事故，造成至少5人死亡，19人受伤，6人失踪。[51]
- 7月23日，东北大学6名学生在位于内蒙古自治区呼伦贝尔市的一家中国黄金选矿厂参观时意外落入浮选池溺亡。[52][53]

## 逝世

### 1月
- 1月1日
  - 张金铭，86歲，中国相声、快板演员。[54]
- 1月3日
  - 張代兵，47岁，中國企業家、解放軍大校軍官、無人機專家，湖南長沙市雲智航科技有限公司董事長，曾任國防科技大學無人系統研究所副所長，墜樓身亡。[55][56]
  - 李瑞芳，89歲，中国戏曲表演艺术家。[57]
  - 曲繼寧，95歲，中國人民解放軍副大军区职离休干部、原济南军区副政治委员。[58]
- 1月4日
  - 孫加保，89岁，中國舞蹈演員、編導、組織活動家，中國舞蹈家協會原副主席。[59]
- 1月5日
  - 王正國，89岁，中國野戰外科專家，中國工程院首批院士。是中國衝擊傷、創傷彈道學、交通醫學研究的主要創始人之一。[60]
  - 黃齊陶，90歲，中國工程師、政治人物，曾任國家科學技術委員會副主任，第八、九屆全國政協委員。[61]
- 1月6日
  - 林凡，94歲，中国工笔画学会原会长。[62]
- 1月7日
  - 吴连生，62歲，中国演员。[63]
- 1月8日
  - 吳廬生，94歲，中國建築師，國家特許一級註冊建築師。[64]
- 1月9日
  - 艾义英，97歲，中國人，南京大屠殺倖存者。[65]
- 1月10日
  - 伍秀英，91岁，中国人，南京大屠杀幸存者。[66]
  - 刘晋春，97歲，中国特种加工专家。[67]
- 1月11日
  - 邱大洪，95岁，中国科学院院士，中国海岸和近海工程专家。[68]
- 1月12日
  - 灰娃，98歲，中国作家、诗人。[69]
- 1月13日
  - 简肇强，91歲，中国配音演员。[70]
- 1月15日
  - 陽祖耀，69歲，中國政治人物，曾任湖南湘潭市人大常委會主任。[71]
  - 王耀东，39歲，中国歌手。[72]
- 1月16日
  - 謝正觀，71歲，中國政治人物、第十一屆全國政協委員。[73]
  - 许兆呈，36歲，中国相声演员。[74]
- 1月17日
  - 邬丽，82歲，中国演员。[75]
  - 符月华，22岁，中国人，因被其高中教师唐毓文长期性骚扰和性侵犯而患上重度抑郁症，最终烧炭自杀。[76]
  - 楊靜，95歲，中國資深女演員，曾演出多部電視劇及電影。[77]
- 1月18日
  - 何诗荪，89歲，中国篮球名宿。[78]
- 1月21日
  - 高鎮同，96歲，中國疲勞科學專家，中国科学院院士。[79]
  - 申烨，40歲，中国女歌手。[80]
  - 李桂垣，95歲，中国鸟类学科高级专家。[81]
  - 许新萍，83歲，中国国家一级女演员、汉调桄桄国家级非物质文化遗产传承人、中国戏剧家协会会员。[82]
- 1月22日
  - 李进民，99岁，中国人民解放军中将，28军政委，北京卫戍区原政委[83]。
- 1月23日
  - 周少波，59歲，高级经济师，中国广西北部湾国际港务集团有限公司党委书记、董事长，北部湾港股份有限公司董事长，广西壮族自治区政协委员。[84]
- 1月25日
  - 裴榮富，100岁，礦床地質學專家，中国工程院院士。[85]
- 1月26日
  - 程凱， 78歲，旅美中國資深媒體人，《海南日報》前總編輯。[86]
  - 周中樞，71歲，中國企業家。[87]
- 1月27日
  - 李鋒，48歲，中國經濟學家，上海華略智庫高級合伙人兼自貿區港首席專家、「改革創新研究院」院長、南京大學自貿區綜合研究院研究員。溺水。[88]
- 1月30日
  - 蘇東莊，93歲，中國人工智慧專家，突發病。[89]
  - 郎大忠，91歲，中國政治人物，云南省第七届政协委员会副主席（1994年—2000年）。[90]
  - 梁祐誠，27歲，中國男演員，中樞神經感染。[91]
- 1月31日
  - 宋文文，41歲，中國美術學者，南京師範大學美術學院女副教授暨紫金非遺管理與品牌傳播研究中心研究員。[92]

### 2月
- 2月2日
  - 陶立璠，87歲，中國民間文藝學家，中央民族大學教授，曾任中国民俗学会副理事長。[93]
- 2月4日
  - 項楚，84歲，中國敦煌學、語言學、文學史專家[94]。
  - 王忍之，92歲，中國政治人物，曾任中共中央宣傳部部長（1987年—1992年），中國社會科學院副院長、黨組副書記（正部長級）。[95][96]
- 2月5日
  - 白阿瑩，69歲，中國作家、政治人物。曾任陕西省人大常委会副主任，陕西省政府副省长，陕西省总工会主席、党组书记。[97]
  - 溫思美，68歲，中國學者，曾任中國民主同盟第十屆、十一屆中央委員會副主席，華南農業大學副校長。[98][99]
- 2月6日
  - 黄旭华，98岁，中国船舶专家，中国工程院院士，共和国勋章、国家最高科学技术奖获得者，曾任中国核潜艇工程总设计师。[100]
  - 王炳华，89岁，中华人民共和国考古学家，新疆维吾尔自治区文物考古研究所所长。[101]
- 2月7日
  - 程世春，94歲，中國退役籃球運動員和教練，1999年入選新中國籃球50傑。[102]
  - 李毓佩，86歲，中國數學科普作家，首都師範大學數學系教授。[103]
  - 李文瑞，97歲，中國中醫師、學者。[104]
- 2月8日
  - 巴彥布，83歲，中國詩人，中國作家協會會員、哈爾濱市文聯原文學創作所所長、哈爾濱市作協原副主席、《詩林》原主編。[105]
  - 石召君，32歲，中國學者，中國計量大學光學與電子科技學院講師。[106]
- 2月9日
  - 韓南鵬， 93歲，中國政治人物，曾任湖北省副省長，湖北省政協副主席，民盟湖北省委員會主任委員。[107]
- 2月10日
  - 朱曙光，80歲，中國人民解放軍副大軍區職退休幹部、曾任武警部隊副司令員，朱声达之子。[108][109]
- 2月11日
  - 高亮，49岁，中国男演员，演员高明之子。病逝。[110]
  - 王富中，92岁，中华人民共和国政府官员，曾任国家安全部党委委员、纪委书记，病逝。[111][112]
- 2月12日
  - 李小江，73歲，中國妇女研究和性别研究学者。[113]
  - 徐淑清，95歲，原大連石油公司副總經理。[114]
  - 曾建徽，96歲，中華人民共和國政府官員、記者。曾任中共中央宣傳部副部長、原中央對外宣傳辦公室主任、國務院新聞辦公室主任。[115]
- 2月13日
  - 虹云，本名冯云，81岁，中国播音艺术家。[116]
  - 周有尚，98歲，中國公衛學者，預防醫學教育家、流行病與衛生統計學專家。[117]
- 2月14日
  - 贺法田，67歲，中华人民共和国死刑犯。因故意殺人罪被执行注射死刑。[118]
  - 范寶俊，84歲，中國政治人物，曾任民政部副部長、黨組副書記。[119]
- 2月15日
  - 易兰英，99歲，中國人，南京大屠殺倖存者。
  - 陶承义，89歲，中國人，南京大屠殺倖存者。[120]
- 2月16日
  - 邹家华，98岁，中华人民共和国政治人物，曾任中国共产党第十四届中央政治局委员、国务院副总理、第九届全国人民代表大会常务委员会副委员长[121]。
  - 石國瑞，101歲，中國公安部離休幹部，曾任毛澤東警衛。[122]
  - 李秉毅，93歲，中國保健管理專家。[123]。
  - 朱道立，79歲，中國學者、物流管理專家，上海交通大學安泰經濟與管理學院。[124]。
- 2月17日
  - 鄺春偉，58歲，中國學者，華東師範大學社會學系副教授。[125]
  - 潘國民，92歲，中國辭書編纂家。[126]
  - 付鎖堂，62歲，中國長慶油田公司原總經理。[127]
- 2月18日
  - 王子墨，26歲，中國網紅，車禍。[128]
  - 章恭湘，102歲，中國女紅軍，原南通醫學院黨委宣傳部部長。[129]
  - 安多洛桑，39岁，中国藏族歌手。因糖尿病和肺结核离世。[130]
  - 許淵，55歲，中国建筑防水协会专家委员会委员，宏源防水集团副总裁，突发疾病。[131]
- 2月19日
  - 姚穆，94歲，中国纺织材料学家，中國工程院院士。[132]
  - 張魁，88歲，中國軍人，寧夏軍區原副司令。[133]
  - 王伟华，83歲，曾任原中共中央党史研究室副主任兼秘书长、办公厅主任、机关党委书记[134]
- 2月21日
  - 楊大昆，101歲，中國軍人、工程師，黃埔軍校19期（機5期）生、北京市黃埔軍校同學會副會長。[135]
  - 吳顯林，82歲，中國雕塑家。[136]
- 2月22日
  - 陳曉林，71歲，中國作家。[137]
  - 陳靜雯，26歲，中國網主。漸凍冷人症。[138]
- 2月23日
  - 曾良，54歲，中國教師，海南華僑中學新埠學校校長。[139]
- 2月24日
  - 陳堅，85歲，中國錢幣設計師、工藝美術師，中國熊貓金幣之父。[140]
  - 陶祖缽，86歲，中國氣象學者，北京大學物理學院大氣與海洋科學系退休教授。[141]
  - 周懿嫻，91歲，中國女子籃球運動員、教練，第五屆全國政協委，北京市第十二女子中學53屆校友，1999年被評為新中國籃球50傑。[142]
- 2月25日
  - 马仲才，92岁，中國政治人物，曾任中共山东省委副书记，省人大常委会副主任、党组书记。[143]
- 2月26日
  - 趙法箴，89歲，中國海水養殖專家，中国工程院院士[144] 。
- 2月27日
  - 丁柬諾，89歲，中國鋼琴家。[145]
  - 李岩，52岁，中国外交官，中国驻刚果（布）大使。[146]
  - 胡之光，95岁，曾任中国公安部纪委书记、党委委员。[147]
- 2月28日
  - 余华英，61岁，中华人民共和国死刑犯，因拐賣兒童罪罪成被执行注射死刑。[148]
  - 汪懋華，92歲，中國農業工程、電子信息技術與自動化專家，中國工程院院士。[149]